# Wiener Sprachblätter
Die Wiener Sprachblätter sind die Zeitschrift des größten Sprachvereins Österreichs, des Vereins Muttersprache.

## Zur Geschichte
Die Wiener Sprachblätter, Zeitschrift für gutes Deutsch erschienen erstmals am 12. Juni 1951. Seit 1959 erscheinen sie vierteljährlich in einer Auflage zwischen 1500 und 2000 Stück. Schriftleiter ist zurzeit Christoph Fackelmann. Von 1998 bis 2009 war Gottfried Fischer Schriftleiter.
Eine gleichnamige Zeitschrift wurde vom Vorgängerverein, dem „Zweig Wien“ des Allgemeinen Deutschen Sprachvereins, ab 1931 bis 1943 herausgegeben.

## Ziele
Die Wiener Sprachblätter beschäftigen sich mit dem Themenkreis Sprachkritik, Sprachpflege und Sprachwissenschaft. Sie wollen das Sprachbewusstsein schärfen. Sie kritisieren zum Beispiel die Verwendung bestimmter Fremdwörter und ersetzen Anglizismen durch deutsche Wörter. So verwenden die Wiener Sprachblätter beispielsweise anstatt des weitverbreiteten Begriffes „Internet“ das Wort „Weltnetz“.
Außerdem wollen die Wiener Sprachblätter über Mängel der Rechtschreibreform von 1996 aufklären, für deren Beseitigung im Jahre 2004 der zwischenstaatliche Rat für deutsche Rechtschreibung eingerichtet wurde. Überdies pflegen sie die Mundart und die Fraktur-Schrift, deren Verdrängung im Jahre 1941 mit dem „Hitler-Bormann-Erlass“ eingeleitet wurde. Die Sprachblätter verwenden daher die Rechtschreibung in der Version vor der Reform von 1996 und erscheinen teilweise in gebrochener Schrift, teilweise in Antiqua-Schreibung.

## Autoren
Zu den Autoren der Wiener Sprachblätter zählten und zählen Sprachwissenschaftler wie Theodor Ickler und Gottfried Fischer, Politiker wie Thomas Klestil und Wilhelm Brauneder, Schriftsteller, Dichter und Lehrer.